# Machimus cyanopus
Machimus cyanopus är en tvåvingeart som först beskrevs av Friedrich Hermann Loew 1849.  Machimus cyanopus ingår i släktet Machimus och familjen rovflugor. Inga underarter finns listade i Catalogue of Life.